# José Guilherme Merquior
José Guilherme Merquior (Rio de Janeiro, 22 avril 1941 ; Rio de Janeiro, 7 janvier 1991) est un philosophe, diplomate et écrivain brésilien. Son œuvre comporte deux aspects : la critique littéraire et l'Histoire des idées ou plus précisément des études de Rousseau et de Max Weber. Il fut également un partisan de Fernando Collor de Mello dont il écrivit plusieurs discours. 
Il fut membre de l'Académie brésilienne des lettres. 

## Formation
Doctorat en sociologie de la London School of Economics sous la direction d'Ernest Gellner. Merquior étudia aussi avec Claude Lévi-Strauss, et fut influencé par des personnes comme Raymond Aron, Harry Levin, and Arnaldo Momigliano. Il a publié des livres écrits directement en français, anglais, espagnol et portugais sa langue natale.

## Livres de Merquior
Publié en français 
- 1986 : Foucault ou le nihilisme de la chaire

Publié en portugais
- 1963 : Poesia do Brasil, antologia com Manuel Bandeira
- 1965 : Razão do Poema
- 1969 : Arte e Sociedade em Marcuse, Adorno e Benjamin
- 1972 : A astúcia da mímese
- 1972 : Saudades do Carnaval
- 1974 : Formalismo e tradição moderna
- 1975 : O estruturalismo dos pobres e outras questões
- 1975 : A estética de Lévi-Strauss
- 1976 : Verso e universo de Drummond
- 1977 : De Anchieta a Euclides
- 1980 : O fantasma romântico e outros ensaios
- 1981 : As idéias e as formas
- 1982 : A natureza do processo
- 1983 : O argumento liberal
- 1983 : O elixir do Apocalipse
- 1985 : Michel Foucault ou O niilismo da cátedra
- 1987 : O marxismo ocidental
- 1990 : Crítica
- 1990 : Rousseau e Weber: dois estudos sobre a teoria da legitimidade
- 1991 : De Praga a Paris: uma crítica do estruturalismo e do pensamento pós-estruturalista
- 1991 : O liberalismo, antigo e moderno
- 1997 : O véu e a máscara

Publié en anglais
- 1979 : The veil and the mask: Essays on culture and ideology
- 1980 : Rousseau and Weber: Two studies in the theory of legitimacy
- 1987 : From Prague to Paris: A Critique of Structuralist and Post-Structuralist Thought
- 1991 : Western Marxism
- 1991 : Liberalism, Old and New
- 1991 : Foucault

Published en espagnol
- 1996 : Liberalismo Viejo y Nuevo
- 2005 : El Comportamiento de Las Musas

In memoriam
- 1996 : Liberalism in Modern Times - Essays in Honour of José G. Merquior. Édité par Ernest Gellner et César Cansino